# Xã Columbia, Quận Jennings, Indiana
Xã Columbia (tiếng Anh: Columbia Township) là một xã thuộc quận Jennings, tiểu bang Indiana, Hoa Kỳ. Năm 2010, dân số của xã này là 868 người.